# 松見早枝子
松見 早枝子（まつみさえこ、1979年5月26日 - ）は、元女優、現在は料理研究家・ビューティーレシピスト。東京都出身。

## 人物
慶應義塾大学文学部卒業。2002年には2003年度のミス・インターナショナル日本代表選出大会で優勝し、世界大会でミス・フレンドシップを受賞。
それをきっかけにJALのオーストラリアキャンペーンイメージキャラクターに起用でデビュー。ドラマ、映画としての女優を経て料理研究家に転向。フードコーディネーターやベシタブル&フルーツジュニアマイスター、雑穀エキスパート等の資格を持つ。
2011年3月26日に来栖けいと結婚した。

## 女優時代での出演
- 鉄道捜査官5 殺意の函館本線 - 芹沢亜紀 役（2005年6月4日）
- 天下騒乱〜徳川三代の陰謀 - 美その 役（2006年1月2日）
- 七人の女弁護士ほか

## 料理研究家としての出演
- お願い!ランキング（テレビ朝日系、2011年8月16日）

## 著書
- 『そのまんまオーブン料理』（主婦の友社、2009年12月）ISBN 9784072691335